# Time-of-flight камера
Time-of-flight камера (англ. Time-of-flight camera (ToF camera)) — відеокамера, що формує так зване дальностне зображення. Такі відеокамери використовуються для формування двовимірного зображення, яке в якості пікселей містить відстань від екрану до конкретних точок спостереження. 

## Технології

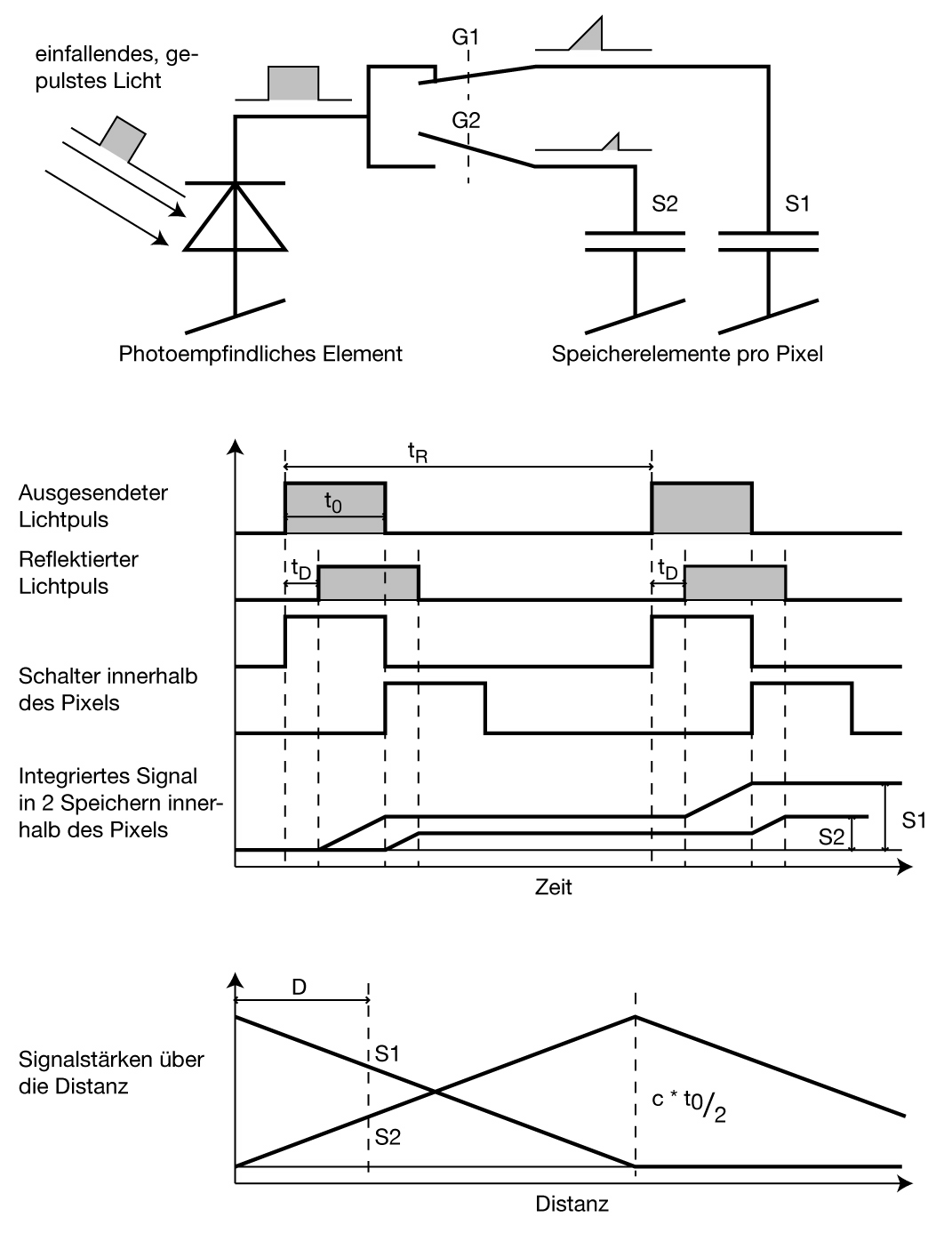
Принцип дії ToF-камери (імпульсний і фазовий методи виміру дальності)

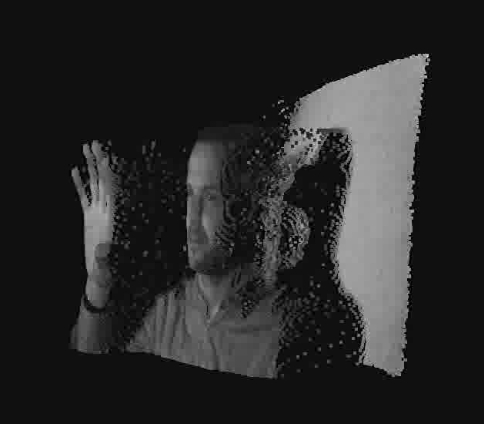
Дальностний портрет, отриманий з ToF-камери для контролю доступу

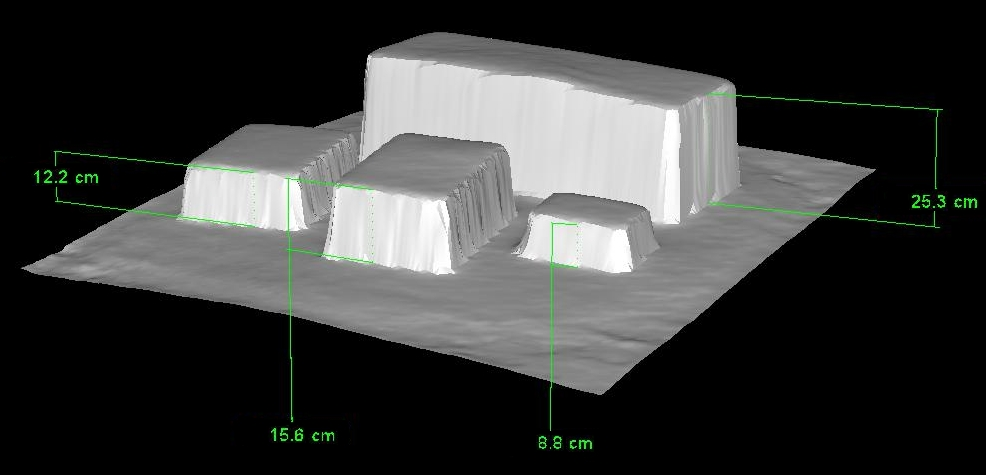
3D ToF-картина для доповненої реальності

Розрахунок глибини і відстані забезпечується за допомогою технології вимірювання "часу польоту" (ToF), що подібна до алгоритмів, які використовуються в радарах. Завдяки цьому формується дальностне зображення, яке схоже на зображення радіолокатора, за винятком того, що для його побудови задіяно світловий імпульс замість радіочастотної хвилі. 

### Радіочастотна модуляція світла
Випромінювачі ToF камер можуть бути реалізловані на основі світлодіодів або лазерів. 
Для визначення дальності може використовуватися фазовий метод дальнометрії , який базується на радіочастотній модуляції випромінюваного світлового потоку і визначенні фазових розбіжностей між ним і світловими сигналами, відбитими від просторово розподілених об'єктів. 

### Імпульсна лазерна технологія
ToF-лазерна камера із ПЗЗ-камерою з високою чутливістю і з швидким стробуванням дозволяє оцінювати глибину із субміліметровою роздільною здатністю (точністю). За допомогою цієї техніки короткий лазерний імпульс освітлює сцену, а надчутлива ПЗЗ-камера відкриває свій швидкий затвор лише на кілька сотень пікосекунд. Тривимірна сцена обчислюється із послідовності двовимірних зображень, що реєструються при збільшенні затримки між імпульсом лазера і відкриттям затвора.

## Застосування

### Ідентифікація обличчя
Основний поштовх застосуванню ToF камер надав розвиток смартфонів. Одним з перших прикладів практичного використання стала реалізація на їх основі технології розпізнавання обличчя Face ID в смартфоні IPhone X .

### 3D сканування
Поліпшення характеристик ToF камер смартфонів дозволяє розширити їх використання на сферу 3D-сканування об'єктів, наприклад, з метою їхнього подальшого 3D-друку, а також 3D-проектування інтер'єрів, військового екіпірування, підбору одягу, взуття тощо.

### Доповнена реальність
ToF камери у смартфонах дозволяють підняти на новий рівень застосування технології доповненої реальності на основі прецизійної локалізації оточуючої 3D-сцени.